# RustDesk
RustDesk 是一款远程访问和远程控制软件，主要由 Rust 编写，可以远程维护计算机和其他设备。RustDesk 客户端适用于 Windows、macOS、iOS、Android 和 Linux 等操作系统。RustDesk 希望成为远程桌面软件（如 TeamViewer 或 AnyDesk）的开源替代品。因此，RustDesk 无需依赖 VPN 或端口转发等额外工具，甚至在防火墙或 NAT 后面也能运行。自 1.2.0 版起，RustDesk 基于 Flutter，取代了之前专有的 Sciter UI 运行时库。